# Hague (Nueva York)
Hague es un pueblo ubicado en el condado de Warren en el estado estadounidense de Nueva York. En el año 2000 tenía una población de 854 habitantes y una densidad poblacional de 5 personas por km².

## Geografía
Hague se encuentra ubicado en las coordenadas 43°44′8″N 73°31′16″O / 43.73556, -73.52111.

## Demografía
Según la Oficina del Censo en 2000 los ingresos medios por hogar en la localidad eran de $39,375, y los ingresos medios por familia eran $48,068. Los hombres tenían unos ingresos medios de $40,568 frente a los $21,964 para las mujeres. La renta per cápita para la localidad era de $27,344. Alrededor del 7.5% de la población estaban por debajo del umbral de pobreza.